# Amaury III di Montfort
Amaury III di Montfort in francese: Amaury III de Montfort (... – 19 aprile 1137) fu Signore di Montfort-l'Amaury, Épernon e Houdan dal 1101 circa e Conte di Évreux dal 1118 alla morte.

## Origine
Secondo il monaco e cronista inglese Orderico Vitale, Amalrico era il figlio maschio terzogenito del signore di Montfort-l'Amaury, Simone I (1025 circa-1087 circa) e di Agnese d'Évreux, che, sempre secondo Orderico Vitale, era figlia del Conte di Évreux, Riccardo e della moglie, Codechilde di Conches, che, come conferma il monaco e cronista normanno Guglielmo di Jumièges nella sua Historiæ Normannorum Scriptores Antiqui, Codechilde, di cui non si conoscono gli ascendenti, era già stata moglie di Ruggero I di Tosny.
Simone I di Montfort, secondo il documento n° CIX del Cartulaire de Marmoutier pour le Dunois era figlio del signore di Montfort-l'Amaury, Amalrico I, e della moglie Bertrade de Gometz.

## Biografia
alla morte del padre, Simone I, verso il 1087, nella signoria di Montfort gli succede, Amalrico II, figlio di primo letto e quindi fratellastro di Amalrico; nel 1089, ad Amalrico II succedette suo fratello, Riccardo e, nel 1092, a Riccardo succedette l'altro fratello, Simone come Simone II signore di Montfort-l'Amaury.
Nel 1098 il re d'Inghilterra, Guglielmo II stava svolgendo una campagna militare in Francia e quando entrò nel Vexin uno dei primi castelli che attaccò fu quello di Houdan che Amaury stava difendendo. Egli si arrese presto unendosi all'esercito inglese ed aiutandolo a prendere alcuni possedimenti del fratello Simone II di Montfort (1068 circa-25 settembre 1101) a Montfort-l'Amaury ed Épernon, tuttavia Simone ed altri castellani difesero vigorosamente le loro proprietà costringendo Guglielmo a ritirarsi e a siglare una tregua fino a che il re inglese non fu costretto a rientrare in patria.
Alla morte di Simone II, nel 1101, Amalrico gli succedette come Amalrico III di Montfort.
Nel 1109, Amalrico si alleò con Ugo di Crecy, costringendo il re di Francia, Luigi VI ad intervenire e mettere in fuga il de Crecy.

### I conflitti con la corona inglese
Nel 1118 suo zio materno, il Conte di Évreux, Guglielmo, fu colpito da apoplessia e in quello stesso anno morì, senza ricevere i Sacramenti, secondo Orderico Vitale, il 18 aprile (Guillelmus enim, Ebroicensis comes, XIVO kalendas maii mortuus est), come conferma anche l'Ex Uticensis monasterii necrologio, mentre secondo l'Ex Obituario ecclesiæ Ebroicensis, morì il 20 aprile.
In assenza di eredi maschi, la contea fu ereditata dal nipote, il signore di Montfort, Amaury III di Montfort. Ma dato che Amalrico era suddito del re di Francia, Roberto II, il Re d'Inghilterra e Duca di Normandia, Enrico I, avocò a sé la contea, anche perché tra Enrico e Amalrico correva tutt'altro che buon sangue. Sorella di Amalrico era Bertrada di Montfort, le cui vicissitudini coniugali, le macchinazioni e i sotterfugi sono di notevole impatto, ella era madre di Folco V d'Angiò e matrigna di Luigi VI di Francia ed Amalrico aveva indotto Folco, anni addietro, ad attaccare i territori inglesi proprio mentre Francia ed Inghilterra erano ancora ai ferri corti. Probabilmente Enrico non voleva che fosse proprio lui a reggere un contado nel bel mezzo della Normandia, ma dopo averlo chiesto ripetutamente Amalrico ottenne da Luigi VI il controllo dell'Évreux. Per sei mesi Enrico tenne lontano Amalrico dalle proprie terre mantenendo il castello sotto il controllo della propria guarnigione fino a che il proprio conestabile Guillame Pointel lo cedette ad Amalrico, di cui era amico da tempo, mentre il re era assente. Enrico chiese quindi ad Amaury di cedergli il castello in cambio del contado, egli rifiutò ed esortò altri nobili normanni a ribellarsi, ed anche a francesi di aiutarlo.
Nel 1119 Enrico mise sotto assedio il castello, ma i difensori resistettero, e, nell'autunno di quello stesso anno, mentre Enrico faceva una maggior pressione sul castello, intervenne il 
nipote di Enrico, il conte di Blois, di Chartres e di Châteaudun, Provins, signore di Sancerre e Amboise, Tebaldo II di Champagne, che negoziò una pace fra i due, alla fine Amaury cedette il castello ottenendo il contado in cambio.
L'anno dopo Amaury combatté per Guglielmo Cliton alla battaglia di Bourgtheroulde, ma fu catturato da Guillame de Grandcourt. Questi decise di non consegnare il prigioniero, ma di condividere l'esilio con lui, nel 1121 Amaury fece quindi pace con Enrico con cui rimase in buoni rapporti fino alla fine.
Amalrico morì nel 1137, secondo gli Obituaires de Sens Tome II, Abbaye de Saint-Père-enVallée, il 19 aprile, mentre gli Obituaires de Sens Tome II, Abbaye de Haute-Bruyère ci informano che fu sepolto nell'abbazia de Haute-Bruyère.

## Matrimoni e discendenza
Amalrico aveva sposato Richilde di Hainaut, figlia del conte d'Hainaut, Baldovino II, come ci conferma il Gisleberti Chronicon Hanoniense, e della moglie, Ida di Lovanio, figlia del conte di Lovanio, Enrico II; Amalrico, nel 1118, ripudiò Richilde, che si ritirò in convento.
Amalrico da Richilde ebbe una figlia:
- una figlia di cui non conosciamo il nome e che secondo la Ex Chronico Mauriniacensi, nel 1118 fu fidanzata a Ugo di Crecy, dopo che quest'ultimo si era rifugiato presso suo padre, Amalrico[23]; Ugo dopo questi avvenimenti si fece monaco[23].

Nello stesso anno Amalrico, come ci viene confermato dal Ex Chronico Mauriniacensi, si sposò, in seconde nozze, con Agnese di Garlande, figlia di Anseau de Garlande, signore di Rochefort-en-Yvelines e della moglie di cui non si conosce il nome e che portava in dote Rochefort-en-Yvelines.
Amalrico da Agnese ebbe tre figli:
- Amalrico  († 1140), Signore di Montfort-l'Amaury e Conte di Évreux, come ci viene confermato dalla Chronique de Robert de Torigni, abbé du Mont-Saint-Michel, tome I[24]
- Simone († 1181), Signore di Montfort-l'Amaury e Conte di Évreux[25]; la cui figlia Bertrada sposò Ugo di Kevelioc[26]
- Agnese († 1181), che, nel 1140, sposò Waleran de Beaumont, I conte di Worcester, come ci viene confermato dal Chronicon Valassense[27].

## Ascendenza
|                        |                  |                         | Genitori |  |  | Nonni |  |  | Bisnonni              |  |  | Trisnonni |  |
|                        |                  |                         |          |  |  |       |  |  | Guillaume de Montfort |  |  | …         |  |
|                        |                  |                         |          |  |  |       |  |  | Guillaume de Montfort |  |  | …         |  |
|                        |                  | …                       |          |  |  |       |  |  | Guillaume de Montfort |  |  |           |  |
| Amalrico I di Montfort |                  |                         |          |  |  |       |  |  | Guillaume de Montfort |  |  |           |  |
|                        |                  | Albreda de Nogent       | …        |  |  |       |  |  |                       |  |  |           |  |
|                        |                  | Albreda de Nogent       | …        |  |  |       |  |  |                       |  |  |           |  |
|                        |                  | Albreda de Nogent       | …        |  |  |       |  |  |                       |  |  |           |  |
| Simone I di Montfort   |                  | Albreda de Nogent       |          |  |  |       |  |  |                       |  |  |           |  |
|                        |                  | …                       | …        |  |  |       |  |  |                       |  |  |           |  |
|                        |                  | …                       | …        |  |  |       |  |  |                       |  |  |           |  |
|                        |                  | …                       | …        |  |  |       |  |  |                       |  |  |           |  |
| Bertrada di Gometz     |                  | …                       |          |  |  |       |  |  |                       |  |  |           |  |
|                        |                  | …                       | …        |  |  |       |  |  |                       |  |  |           |  |
|                        |                  | …                       | …        |  |  |       |  |  |                       |  |  |           |  |
|                        |                  | …                       | …        |  |  |       |  |  |                       |  |  |           |  |
| Amaury III di Montfort |                  | …                       |          |  |  |       |  |  |                       |  |  |           |  |
|                        | Roberto d'Évreux | Riccardo I di Normandia |          |  |  |       |  |  |                       |  |  |           |  |
|                        | Roberto d'Évreux | Riccardo I di Normandia |          |  |  |       |  |  |                       |  |  |           |  |
|                        | Roberto d'Évreux | Gunnara di Normandia    |          |  |  |       |  |  |                       |  |  |           |  |
| Riccardo d'Évreux      | Roberto d'Évreux |                         |          |  |  |       |  |  |                       |  |  |           |  |
|                        |                  | Herleva                 | …        |  |  |       |  |  |                       |  |  |           |  |
|                        |                  | Herleva                 | …        |  |  |       |  |  |                       |  |  |           |  |
|                        |                  | Herleva                 | …        |  |  |       |  |  |                       |  |  |           |  |
| Agnese d'Évreux        |                  | Herleva                 |          |  |  |       |  |  |                       |  |  |           |  |
|                        |                  | …                       | …        |  |  |       |  |  |                       |  |  |           |  |
|                        |                  | …                       | …        |  |  |       |  |  |                       |  |  |           |  |
|                        |                  | …                       | …        |  |  |       |  |  |                       |  |  |           |  |
| Godehilde              |                  | …                       |          |  |  |       |  |  |                       |  |  |           |  |
|                        |                  | …                       | …        |  |  |       |  |  |                       |  |  |           |  |
|                        |                  | …                       | …        |  |  |       |  |  |                       |  |  |           |  |
|                        |                  | …                       | …        |  |  |       |  |  |                       |  |  |           |  |
|                        |                  | …                       |          |  |  |       |  |  |                       |  |  |           |  |

### Fonti primarie
- (LA) Monumenta Germaniae Historica, Scriptores, tomus XXI. URL consultato il 2 marzo 2020 (archiviato dall'url originale il 25 settembre 2017)..
- (LA) Monumenta Germaniae Historica, Scriptores, tomus XXIII. URL consultato il 2 marzo 2020 (archiviato dall'url originale il 23 settembre 2015)..
- (LA) Rerum Gallicarum et Francicarum Scriptires, tomus XII..
- (LA) Rerum Gallicarum et Francicarum Scriptires, tomus XXIII..
- (LA) Annales Cestrienses..
- (LA) Chronique de Robert de Torigni, abbé du Mont-Saint-Michel, tome I..
- (LA) Chronicon Valassense..
- (LA) Obituaires de la province de Sens. Tome 2..
- (LA) Ordericus Vitalis, Historia Ecclesiastica, vol. II..
- (LA) Ordericus Vitalis, Historia Ecclesiastica, tomus III, libri VI-IX..
- (LA) Ordericus Vitalis, Historia Ecclesiastica, tomus IV, libri X-XIII..
- (EN) Ordericus Vitalis, Ecclesiastical History, vol. II..
- (EN) Ordericus Vitalis, Ecclesiastical History, vol. III..
- (LA) Historiæ Normannorum Scriptores Antiqui..
- (LA) Cartulaire de Marmoutier pour le Dunois..

### Letteratura storiografica
- William John Corbett, "Inghilterra, 1087-1154", cap. II, vol. VI (Declino dell'impero e del papato e sviluppo degli stati nazionali) della Storia del Mondo Medievale, 1999, pp. 56–98.
- Louis Halphen, "La Francia: Luigi VI e Luigi VI (1108-1180)", cap. XVII, vol. VI (Declino dell'impero e del papato e sviluppo degli stati nazionali) della Storia del Mondo Medievale, 1999, pp. 705–739.